# ジョージ・チェン
ジョージ・チェン（George Cheung,  1949年2月8日 - ）は、アメリカ合衆国の俳優、スタントマン、声優である。

## 来歴
1949年、香港に生まれる。その後、渡米してサンフランシスコ大学で生物学を学んでいる。しかし、その後は俳優とスタントマンの道を進み、1975年にテレビシリーズで俳優デビュー。また同年にサム・ペキンパー監督のサスペンス映画『キラー・エリート』でスタントマンデビューも果たした。東洋系の俳優としてその後はテレビシリーズや映画など、様々な作品に出演し、中国人役以外でも日本人や韓国人、ベトナム人などを演じ分けてキャリアを構築。脇役ながらも精力的に活動を続け、ハリウッドのみならず、国際俳優としてジェット・リーやジャッキー・チェン、アンディ・ラウなどが主演する香港映画への出演も数作品ある。俳優以外にも、声優としても活躍しており、日本アニメの英語吹替やテレビアニメ、ビデオゲームなどの作品へも参加している。
また1993年には、村川透監督で仲村トオル主演のアクション『ニューヨークUコップ』（東映ビデオ製作）へも出演。2004年には同じく村川監督により石原プロモーションで制作された特別ドラマ『西部警察 SPECIAL』へも出演し、徳重聡、舘ひろしらとも共演した。同作品では出演のほか、格闘の振り付け及びスタントも兼任している。

## 出演作品

### 映画
- キラー・エリート The Killer Elite (1975)
- ダーティハリー3 The Enforcer (1976)
- ケンタッキー・フライド・ムービー The Kentucky Fried Movie (1977)
- アムステルダム・キル The Amsterdam Kill (1977)
- サイキック・マーダー/透明殺人鬼の復讐 The Astral Factor (1978)
- エクスタミネーター The Exterminator (1980)
- ビーチ・ガールズ The Beach Girls (1982)
- 大脱線 Going Berserk (1983)
- ランボー/怒りの脱出 Rambo: First Blood Part II (1985)
- ゴーストハンターズ Big Trouble in Little China (1986)
- ヘル・キャンプ Opposing Force (1986)
- ザ・ナイトストーカー The Night Stalker (1986)
- ランボー者 Steele Justice (1987)
- バーニーズ あぶない!?ウィークエンド Weekend at Bernie's (1989)
- 48時間PART2/帰って来たふたり Another 48 Hrs. (1990)
- ロボコップ2 RoboCop 2 (1990)
- スパイ・エンジェル グラマー美女軍団 Guns (1990)
- ハード・ウェイ The Hard Way (1991)
- Thousand Pieces of Gold (1991)
- ニューヨーク・ジャスティス/許された犯罪 One Good Cop (1991)
- 轟天龍 Hong tian long (1991) ※香港映画
- リトルトウキョー殺人課 Showdown in Little Tokyo (1991)
- リコシェ Ricochet (1991)
- ファイナルフォース Death Ring (1992)
- ハード・ブラッド Long hang tian xia (1992) ※香港映画
- ファイナル・ジャッジメント Final Judgement (1992) ※ビデオ作品
- ストーリービル 秘められた街 Storyville (1992)
- スニーカーズ Sneakers (1992)
- 摩天楼を夢みて Glengarry Glen Ross (1992) ※声のみの出演
- ウィッシュマン Wishman (1992)
- 沈黙の戦艦 Under Siege (1992)
- バニシング・レッド Joshua Tree (1993)
- シュートファイター/暗黒ドラゴン伝説 Shootfighter: Fight to the Death (1993)
- ヤクザVSマフィア Yakuza vs mafia (1993) ※スタントマン
- ニューヨークUコップ New York Undercover Cop (1993)
- ノース 小さな旅人 North (1994)
- デッドリーターゲット/襲撃 Deadly Target (1994)
- 北斗の拳 Fist of the North Star (1995)
- バットマン フォーエヴァー Batman Forever (1995) ※ノークレジット
- スタークリスタル Galaxis (1995)
- 復讐のプレリュード 大冒険家 Da mao xian jia (1995)
- ファイナル・プロジェクト First Strike (1996) ※香港映画
- ドラッグマスター White Tiger (1996)
- カージャック Carjack (1996)
- マーズ・アタック! Mars Attacks! (1996) ※スタントマン
- エスケープ・フロム・L.A. Escape from L.A. (1996) ※スタントマン
- ハイボルテージ High Voltage (1997)
- ビバリーヒルズ・ニンジャ Beverly Hills Ninja (1997) ※スタントマン
- GODZILLA Godzilla (1998)
- リーサル・ウェポン4 Lethal Weapon 4 (1998)
- ラッシュアワー Rush Hour (1998)
- ザ・ヤクザ/炎の復讐 The Yakuza Way (1998)
- オースティン・パワーズ：デラックス Austin Powers: The Spy Who Shagged Me (1999)
- ノー・トゥモロー No Tomorrow (1999)
- Ides of March (2000)
- ザ・サイレント・フォース The Silent Force (2001)
- アルティメット・ディシジョン U.S. Seals II (2001)
- ワンス・アンド・フォーエバー We Were Soldiers (2002)
- ウィケッド・ゲーム Wicked Game (2002)
- スタスキー&ハッチ Starsky & Hutch (2004)
- Sucker Free City (2004)
- American Fusion (2005)
- ミッション:インポッシブル3 Mission: Impossible III (2006)
- 幸せのちから The Pursuit of Happyness (2006)
- ラッシュアワー3 Rush Hour 3 (2007)
- Blizhniy Boy: The Ultimate Fighter (2007)
- 新トレマーズ/モンゴリアン・デス・ワームの巣窟 Mongolian Death Worm (2010)
- パーフェクト・ホスト 悪夢の晩餐会 The Perfect Host (2010)
- Anita Ho (2014)
- Awesome Asian Bad Guys (2014)
- エクスペンダブルズ・ゲーム Beyond the Game (2016)

### テレビドラマ
- Police Story (1975)
- サンフランシスコ捜査線 The Streets of San Francisco (1975)
- Baa Baa Black Sheep (1977)
- Dr.刑事クインシー Quincy M.E. (1977, 1982)
- 地上最強の美女バイオニック・ジェミー The Bionic Woman (1978)
- ロックフォードの事件メモ The Rockford Files (1978)
- ワンダーウーマン Wonder Woman (1979)
- サルベージワン Salvage 1 (1979)
- 西部開拓史 How the West Was Won (1979)
- ファンタジー・アイランド Fantasy Island (1979)
- スパイダーマン The Amazing Spider-Man (1979)
- マッシュ M*A*S*H (1979, 1981)
- 探偵ハート&ハート Hart to Hart (1979, 1983)
- Dr.トラッパー/サンフランシスコ病院物語 Trapper John, M.D. (1980)
- 私立探偵マグナム Magnum, P.I. (1980, 1984, 1985)
- 女刑事キャグニー&レイシー Cagney & Lacey (1982)
- マニマル Manimal (1983)
- マット・ヒューストン Matt Houston (1983, 1984)
- パトカーアダム30 T.J. Hooker (1983, 1984)
- 探偵マイク・ハマー Mike Hammer (1984)
- サイモン&サイモン Simon & Simon (1984, 1988)
- 超音速攻撃ヘリ エアーウルフ Airwolf (1985)
- 冒険野郎マクガイバー MacGyver (1985, 1989, 1992)
- 俺たち賞金稼ぎ!!フォール・ガイ The Fall Guy (1986)
- リップタイド探偵24時 Riptide (1986)
- ナイトライダー Knight Rider (1986)
- 特攻野郎Aチーム The A-Team (1986)
- チャイナ・ビーチ China Beach (1988)
- グッド・ラック・サイゴン Tour of Duty (1989)
- サンタバーバラ Santa Barbara (1989)
- エイリアン・ネイション Alien Nation (1989)
- ワイズガイ Wiseguy (1989)
- Jake and the Fatman (1989, 1991)
- 新・燃えよ! カンフー Kung Fu: The Legend Continues (1993)
- L.A.ロー 七人の弁護士 L.A. Law (1993)
- 炎のテキサス・レンジャー Walker, Texas Ranger (1994)
- NYPDブルー NYPD Blue (1994, 2000)
- バニシング・サン Vanishing Son (1995)
- ジェシカおばさんの事件簿 Murder, She Wrote (1996)
- 刑事ナッシュ・ブリッジス Nash Bridges (1996)
- となりのサインフェルド Seinfeld (1997)
- 7デイズ/時空大作戦 Seven Days (1998)
- L.A.大捜査線 マーシャル・ロー Martial Law (1998)
- モータル・コンバット・クエスト Mortal Kombat: Conquest (1999)
- 荒野の七人 The Magnificent Seven (1999)
- ジーナ Xena: Warrior Princess (1999)
- ER緊急救命室 ER (1999, 2003, 2004)
- The Wild Thornberrys (2000)
- ダークエンジェル Dark Angel (2000)
- ふたりはお年ごろ So Little Time (2002)
- シックス・フィート・アンダー Six Feet Under (2003)
- カーニバル Carnivàle (2003)
- エイリアス Alias (2003)
- 10-8: Officers on Duty (2003)
- 西部警察 SPECIAL (2004) ※日本テレビドラマ
- デイズ・オブ・アワ・ライブス Days of Our Lives (2004)
- ザ・ホワイトハウス The West Wing (2004, 2006)
- アレステッド・ディベロプメント Arrested Development (2005)
- マダム・プレジデント 星条旗をまとった女神 Commander in Chief (2006)
- ママと恋に落ちるまで How I Met Your Mother (2006)
- クローザー The Closer (2007)
- LOST Lost (2008)
- WITHOUT A TRACE/FBI 失踪者を追え! Without a Trace (2009)
- Dr.HOUSE House M.D. (2012)
- ラッシュアワー Rush Hour (2016)
- Hawaii Five-0 Hawaii Five-0 (2016)
- The Haves and the Have Nots (2016)

### テレビアニメ
- エクストリーム・ゴーストバスターズ Extreme Ghostbusters (1997)
- バトルアスリーテス大運動会 (1997) ※英語吹替
- カウボーイビバップ (1998) ※英語吹替
- ジャッキー・チェン・アドベンチャー Jackie Chan Adventures (2002)
- アバター 伝説の少年アン Avatar: The Last Airbender (2006)

### ビデオゲーム
- ソルジャーオブフォーチュン2 ダブルヘリックス Soldier of Fortune II: Double Helix (2002)
- Halo 2 Halo 2 (2004)
- マーセナリーズ Mercenaries: Playground of Destruction (2005)
- Narc (2005)
- マトリックス：パス・オブ・ネオ The Matrix: Path of Neo (2005)
- Pirates of the Caribbean: At World's End (2007)
- Enemy Territory: Quake Wars (2007)
- Dead to Rights: Retribution (2010)
- 重鉄騎 Steel Battalion (2012)
- グランド・セフト・オートV Grand Theft Auto V (2013)